# Моулд, Джейкоб Рэй
Джейкоб Рэй Моулд (англ. Jacob Wrey Mould; 8 августа 1825, Чизлхерст, Кент — 14 июня 1886, Нью-Йорк) — британский и американский архитектор. Наибольшую известность приобрёл благодаря вкладу в создание Центрального парка в Нью-Йорке. Один из основателей Американского института архитекторов (1857).

## Биография

### Европейский период
Родился 8 августа 1825 года в городе Чизлхерсте, графстве Кент. После окончания в 1842 году Королевского колледжа Лондона стал учеником архитектора Оуэна Джонса; вместе с ним два года изучал мавританское искусство в испанской Альгамбре. Совместно с Джонсом спроектировал турецкий кабинет в Букингемском дворце и принял участие в полихромном оформлении Хрустального дворца, построенного для Всемирной выставки 1851 года. Иллюстрировал две наиболее значимые работы своего учителя: «Grammar of Ornament» и «Alhambra». Работая с другим известным архитектором — Льюисом Вальями (Lewis Vulliamy), спроектировал парадную лестницу в лондонском особняке Дорчестер-хаус.

### Первые проекты в Нью-Йорке
В 1853 году Моулд принял приглашение конгрессмена Мозеса Гриннелла переехать в Нью-Йорк, где он должен был построить Унитарную Церковь Всех Святых (англ. All Souls Unitarian Church). Это здание в византийском стиле, выделявшееся своей полихромной красно-белой кирпичной облицовкой, было закончено в 1855 году и располагалось на углу Четвёртой авеню и 20-й улицы. Во время выполнения заказа Моулд познакомился с Калвертом Воксом, одним из двух (наряду с Фредериком Олмстедом) победителей конкурса на создание дизайна будущего Центрального парка. Ещё на стадии написания конкурсной работы Моулд создал для неё несколько изображений, а после назначения Олмстеда и Вокса главными архитекторами стройки был назначен помощником последнего.

### Центральный парк
Работая в паре с Воксом, Моулд участвовал в проектировке и строительстве большинства архитектурных сооружений Центрального парка того времени, в том числе террасы Бетесда, замка Бельведер и павильона молочных продуктов (The Dairy), а также почти всех мостов. Особого внимания заслуживают резные композиции Моулда на каменных колоннах и ограждениях террасы, каждая из которых является самостоятельным произведением искусства. На балюстраде боковых лестниц этого сооружения художник создал горельефные изображения животных и растений в определённые времена года. Каждый столбик террасы также украшен резной композицией с каким-либо аллегорическим изображением: например, кричащего петуха, совы, ведьмы на метле, открытой Библии, копны пшеницы или сосновой шишки. Другое значимое творение Моулда — оформление аркадного зала террасы, соединяющего верхний и нижний уровни. Мастер украсил потолок помещения изразцами с причудливым узором, изготовленными британской компанией Mintons. Стены зала разделили на неглубокие ниши и украсили мозаичным орнаментом в виде арабесок.
Два объекта Центрального парка Моулд спроектировал самостоятельно: овчарню и оркестровую эстраду. Кирпичное полукруглое строение общей площадью 23 тыс. кв. футов (около 2150 кв. м.) для содержания пасущихся на соседнем лугу овец, а также пастуха и его семьи, было построено в 1870 году. Несмотря на своё утилитарное предназначение, оно представляет собой образец классической викторианской архитектуры: крутая стальная крыша, башенки и позолоченные металлические конструкции свидетельствуют о преобладании в ней неоготического стиля. Характерный вид сооружению придают стены из прессованного красного кирпича с вкраплением голубого песчаника и полированного гранита. Овцы содержались в Центральном парке в декоративных целях с 1864 по 1934 год, а после их транспортировки в Проспект-парк и частичной перестройки (некоторые башенки демонтировали) здание было преобразовано в ресторан Tavern on the Green.
В 1862 году Моулд создал чертёж музыкального павильона в виде шестигранной пагоды на плавучей платформе, на которой, по мнению Олмстеда, должен был разместиться музыкальный коллектив. В конечном счёте этот павильон или, скорее, эстрада в неомавританском стиле, на которой изначально исполнял музыкальные произведения оркестр Додворта (Dodworth’s orchestra), была установлена в северной части парадной аллеи недалеко от террасы. Созданная преимущественно из чугуна, она отобразила характерное для Моулда буйство красок: золотисто-жёлтые, красные и коричневые кольца в основании сочетались с крышей цвета индиго и золотистым куполом. Эстрада долгое время пользовалась популярностью, однако в 1923 году в связи с ветхим состоянием её заменили на более современную акустическую раковину, ныне известную как Naumburg Bandshell (Раковина Наумбурга). В настоящее время отчасти восстановленное творение Моулда установлено на западном берегу озера, на мысе Hernshead. Часть проектов Моулда так и осталась реализованной лишь на бумаге: парковая оранжерея (на месте, где предлагалось её поставить, ныне находится пруд Conservatory Water), здание зоопарка, конюшня и ремонтная мастерская.

### Музеи
В 1873 году Вокс и Моулд представили проект нового здания для недавно образованного Американского музея естественной истории. Монументальное сооружение, своими размерами в три раза превосходящее размеры Британского музея, должно было полностью занять Манхэттенскую площадь (Manhattan square) возле западной границы Центрального парка. Строение длиной 850 футов (260 м) и шириной 650 футов (200 м) предлагалось создать с четырьмя замкнутыми двориками, образованными в результате постройки внутренних галерей в форме равностороннего (греческого) креста; центр постройки должна была украсить ступенчатая башня наподобие купола Капитолия. Архитекторам удалось возвести лишь одну из двенадцати секций здания, фасадами обращённую во внутренние дворики. Законченная в 1877 году, она сохранилась до нашего времени, однако не видна со стороны улиц из-за других, более поздних построек. Это неоготическое пятиэтажное здание с типичной для Моулда красно-белой кирпичной облицовкой. Окна четвёртого этажа и окна мансарды имеют форму флорентийских арок и окаймлены белым кирпичом. Современники сочли дизайн Вокса и Моулда устаревшим и напоминающим фабричную постройку, в связи с чем заказ на дальнейшее строительство был отдан другим авторам.
Аналогичная история произошла с возведением здания для Музея искусств Метрополитен, которое также было поручено Воксу и Моулду. Проект сооружения имел схожую с музеем естественной истории структуру, но вместо центральной башни предлагалось возвести купола над залами правильной восьмиугольной формы на пересечении секций. В 1870 году архитекторы подготовили детальный план галерей, в котором особое внимание уделялось арочным проёмам во флорентийском стиле и рельефным изображениям херувимов, а также крыше из стекла и металла. Главный вход в музей располагался со стороны парка. В 1872 году, когда план строительства музея был уже окончательно подготовлен, совет директоров принял решение о его существенном изменении: вместо длинных картинных галерей предлагалось начать со строительства просторного холла с высокими потолками для скульптур и крупногабаритных экспонатов, который не значился в первоначальном варианте. Наспех подготовленный новый проект имел существенные упрощения, а также включали временные элементы вроде балконов и деревянных лестниц, которые предлагалось перестроить в ходе следующей фазы строительства. Как и в случае музея естественной истории, руководство сочло работу Вокса и Моулда не отвечающей модным течениям, и отказалось от дальнейшего сотрудничества. В настоящее время следы работы Вокса и Моулда сохранились лишь в зале коллекции Роберта Лемана, и зале европейской скульптуры и декоративного искусства.

### Последние годы
Ещё на стадии строительства здания музея Метрополитен весной 1874 года Моулд был уволен с поста главного архитектора Департамента парков Нью-Йорка, который он занимал предыдущие четыре года. Понимая, что новый совет директоров более не нуждается в его услугах, мастер принял предложение железнодорожного магната Генри Мейгса (Henry Meiggs) отправиться Лиму, где требовалось построить парк Parca de Recerva. Моулд проработал в столице Перу с 1875 по 1879 год и вернулся обратно в Нью-Йорк лишь после неожиданной смерти своего работодателя и начала Второй тихоокеанской войны. В 1883 году власти Нью-Йорка предложили архитектору позицию в парке Морнингсайд в Гарлеме, где он и проработал вплоть до своей смерти в 1886 году. Последней известной работой мастера стало надгробие президента США Улисса Гранта в Риверсайд-парке, которое затем было заменено на мавзолей. Последним пристанищем архитектора стало кладбище Грин-Вуд в Нью-Йорке.

## Личная жизнь
Джейкоб Моулд никогда не был женат, но имел незарегистрированные брачные отношения с Мэри Элизабет Дэли (Mary Elizabeth Daly), которые продолжались на всём протяжении нью-йоркского периода вплоть до самой смерти архитектора. В консервативном обществе Нью-Йорка XIX века, в котором преобладали викторианские моральные принципы, такое поведение считалось крайне предосудительным и многие американцы отказывались от неформальных отношений с архитектором. Он также нередко занимал деньги у своих товарищей и не спешил их возвращать, что также выходило за рамки приличия того времени. Современники описывали Джейкоба как эксцентричную, но глубоко талантливую личность, ведущую богемный образ жизни. Помимо своей профессии, Джейкоб был заядлым игроком на рояле и органе. До своего переезда в Америку он также переводил на английский язык либретто опер Глюка, Моцарта, Бетховена, Россини, Шпора и Верди.

## Галерея
- Здание овчарни Центрального парка в 1899 году
- Эспланада Молл в 1902 году. Хорошо видна оркестровая эстрада
- Столбики возле лестницы с изображением ночных символов
- Оркестровая эстрада в 2012 году

## Комментарии
1. ↑  В настоящее время Чизлхерст — один из пригородных районов Лондона
2. ↑  Особняк разрушен в 1929 году, уступив место одноимённой гостинице
3. ↑  В 1931 году церковь сильно пострадала от пожара и была снесена
4. ↑  Большой луг, на котором паслись овцы, ныне так и называется — Sheep meadow (буквально «овечий луг»)